# William Coppel
William Andrew Coppel est un mathématicien australien, né le 9 août 1930 à Melbourne en Australie, il obtient son doctorat à l'université de Cambridge et publie un nombre conséquent de  travaux durant son activité. Il décédera le 10 novembre 2023 à Melbourne.  

## Travaux principaux
Cité par Daniel Perrin dans son ouvrage sur la suite logistique on lui doit le Théorème de Coppel donnant un résultat très fort qui appliqué à la suite logistique permet d'établir la convergence pour {\displaystyle \mu <\mu _{\infty }}.